# إبراهيم الغراوي
إبراهيم بن محمد بن ناصر الغراوي النجفي (1816 - 24 أغسطس 1889) (1231 - 28 ذو الحجة 1306) فقيه جعفري وشاعر عربي عثماني عراقي من أهل القرن التاسع عشر الميلادي/ الثالث عشر الهجري. ولد بالنجف ونشأ بها. تلقى دراسته الدينية فيها على علماء عصره. قام بتدريس العلوم الدينية فيها. توفي عن عمر 73 عامًا ودفن في العتبة العلوية. له ديوان أشعار، ومجموعات في موضوعات شتى وقد اشتهر بكتاباته في غموضيات والفقه الاستدلالي. 

## سيرته
هو إبراهيم بن محمد بن ناصر بن قاسم بن محمد ابن أحمد بن عيسى بن أحمد بن محمد الغراوي المعروف بالمحزم، والغراوي نسبة إلى قبيلة بنواحي العمارة. ولد في النجف بإيالة بغداد العثمانية سنة 1231 هـ/ 1816 م ونشأ بها. تلقى علومه الدينية على بعض علماءها، منهم: راضي الفقيه وكان من أرشد تلاميذه، ومحمد حسين الكاظمي. حصل على إجازة بالاجتهاد والرواية من مهدي القزويني. 

قام بالتدريس، وعقد مجلس علمي في داره حضره الفقهاء والأدباء النجفيين، وقد تخرج عليه الكثير منهم محمد حرز الدين. كان من الفقهاء الجعفريين، وذا نزعة اجتماعية، وله معرفة بالعلوم الغريبة كالكيمياء والجفر والحروف والطلسمات. كان شاعراً أديباً، وله ديوان، فهو ينزع في أشعاره إلى تمثّل الشعر العربي القديم.قال عنه محمد هادي الأميني في «معجم رجال الفكر والأدب في النجف» «كان فقيهاً أُصوليّاً متبحّراً عالماً متكلّماً ثقةً عدلاً زاهداً عابداً مجاهداً شاعراً أديباً، كثير الجدل والبحث، وكثير النقل لآراء العلماء في بحثه وكتبه، وكان يفهم الأخبار كما هي، ويعرف القول السقيم من القويم، وهو مع هذا كان له إلمام بالعلوم الغريبة من الكيمياء والجفر والحروف والطلسمات.»

توفي إبراهيم الغراوي يوم 28 ذو الحجة 1306/ 24 أغسطس 1889 في مسقط رأسه دُفن في الصحن الحيدري بالعتبة العلوية. 

## شعره
من شعره:

## آثاره
- نوادر: مجموعًا أشبه بالكشكول، جمع فيه نوادر وعلومًا.
- «كاشف ربيه المراجع في شرح المختصر النافع»، تسع مجلدات
- مجموعة الغرّاوي، مشتملة على فنون: التجويد، الحساب، الهيئة، النجوم، الشعر وغير ذلك.
- ديوان شعر

## وصلات خارجية
- في بوابة الشعراء